# Attentat d'Aniche
L’attentat d'Aniche est un attentat qui a eu lieu en France, le 4 août 1895 devant l'église d'Auberchicourt lors des cérémonies du cinquantenaire d'entrée de Émile Vuillemin à la Compagnie des mines d'Aniche. Ce jour-là, Clément Décout, après avoir été licencié deux ans plus tôt, tente de tuer Émile Vuillemin par quatre ou cinq tirs de pistolet puis d'une bombe.
Vuillemin survit, seulement blessé légèrement, tandis que Décout est tué par sa propre bombe, qui explose trop tôt.

## Contexte
Le 21 mars 1884, la loi légalisant les syndicats professionnels ouvriers et patronaux est votée à l'initiative de Pierre Waldeck-Rousseau. Le 1er mai 1891 a lieu la première célébration française et internationale de la journée d'action du 1er mai. Ce jour-là, à Fourmies, la troupe tire sur des grévistes, faisant neuf morts et 35 blessés. Ainsi la mise en place du syndicalisme est un long parcours. La Confédération générale du travail ne verra le jour qu'en 1895.
Le Conseil de prud'hommes est remanié par la loi du 27 mai 1848, qui confère à l'institution un élément fort de sa forme actuelle avec l'apparition du paritarisme.
Le 15 mars 1894, Amédée Pauwels tente de commettre un attentat dans l'église de la Madeleine à Paris.

## Attentat

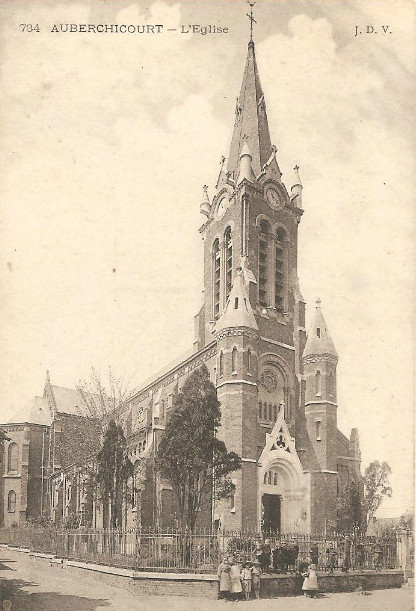
L’église d’Auberchicourt en 1906.

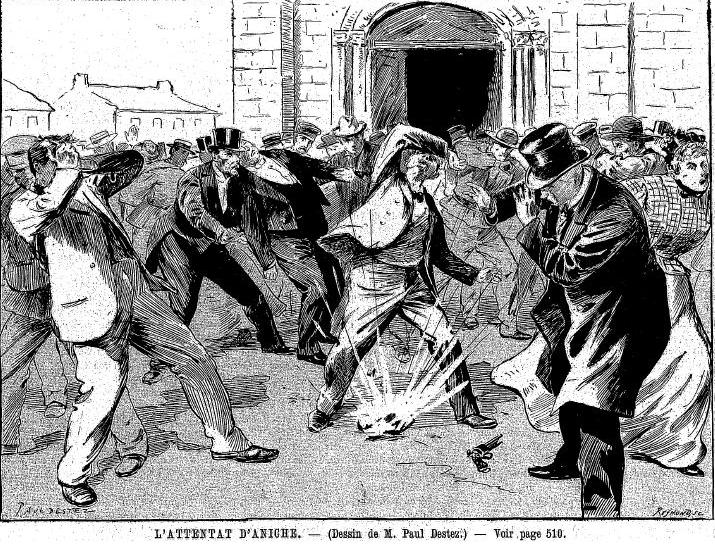
L'attentat d'Aniche par Paul Destez.

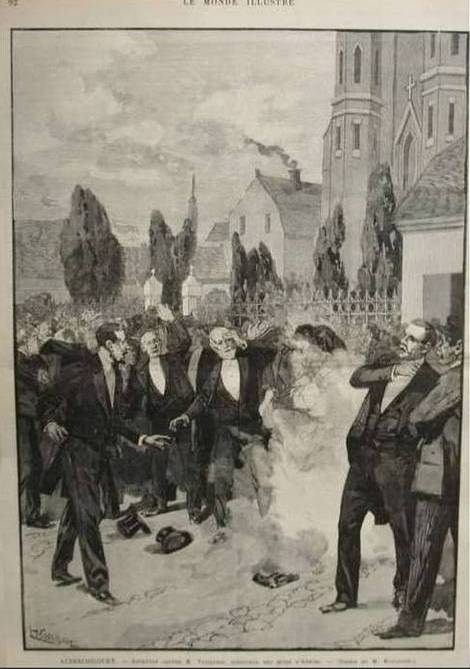
Attentat d'Aniche - Le Monde illustré, dessin de Mouligné.

La Compagnie des mines d'Aniche célébrait, le dimanche 4 août 1895, le cinquantième anniversaire de l'entrée à la Compagnie d'Émile Vuillemin, 74 ans, ingénieur-directeur. Une fête avait été organisée à l'occasion de ce jubilé avec un banquet de 4 000 couverts qui devait réunir le personnel de la Compagnie. Une souscription avait été ouverte parmi les ouvriers pour offrir au directeur, à l'occasion de ses noces d'or, un souvenir artistique en un vase d'argent ; vingt-trois ouvriers seulement ont refusé d'y prendre part.
Une messe solennelle avait été dite dans la matinée en l'église d'Auberchicourt et Émile Vuillemin sortait vers dix heures et demie de l'église d'Auberchicourt, entouré des ingénieurs et des actionnaires de la mine, pour se diriger vers le banquet, lorsqu'un homme, vêtu en ouvrier, se précipita à sa rencontre, un revolver au poing et fit feu sur lui à cinq reprises.
Le directeur tomba, atteint de quatre balles : de deux balles à la nuque, d'une balle dans le dos et d'une autre dans la main.
« On se précipita aussitôt sur l'auteur de cet attentat, mais au même moment une bombe, que le meurtrier tenait cachée sous son veston et qu'il se disposait à lancer, éclata plus tôt qu'il ne croyait et le misérable fut projeté, le corps horriblement déchiré, le ventre ouvert, à deux mètres de hauteur, pendant que les vitres des établissements voisins étaient brisées par l'explosion et que les éclats de la bombe blessaient diverses personnes; quand il retomba à terre. Il fut transporté à la mairie d'Auberchicourt (actuelle poste), où il expira aussitôt. »
La panique fut épouvantable. Les assistants s'enfuirent de tous côtés on poussant des cris. Le petit-fils de Vuillemin, âgé de treize ans, remonte en voiture et crie « on assassine mon grand-père ».
Quatre personnes gisaient, à terre : M. Devès, notaire à Paris, blessé à la figure, aux bras et aux jambes ; M. André Bernard, de Courrières, blessé à la tête ; M. Henri Minangoy, de Paris, blessé au front ; M. Gourdin, agent de mines à Auberchicourt, blessé à la tête.
M. Ernest Déjardin-Verkinder, ancien député du Nord, administrateur de la mine d'Aniche, a également reçu un coup de revolver en pleine poitrine mais la balle a été amortie et n'a causé qu'une plaie confuse.
Les blessés sont amenés à l'estaminet Briffaut-Masclet (l'actuel café Le Bernonville).
On raconte que le père de Decout, présent lors de l'attentat, se précipita sur le cadavre de son fils et le frappa du pied en criant : « Canaille ! Assassin ! ». On mit fin à cette scène.
« Quant à la bombe, on suppose qu'elle était à renversement chloraté avec des rivets formant mitraille ».

## Enquête
De l'enquête sommaire à laquelle on s'est livré, il a été reconnu que Decout, qui portait la bombe cachée sous son veston, a voulu la lancer au milieu des ingénieurs et des administrateurs qui entouraient M. Vuillemin mais qu'au moment de la prendre, il l'aura laissée tomber à terre, provoquant ainsi une explosion qui lui a coûté la vie. On suppose que l'engin était chargé de picrate et de dynamite mélangés. Enfin, il est certain qu'on se trouve en présence d'une vengeance personnelle préméditée depuis longtemps.
Cet événement a provoqué une vive émotion à Aniche, à Douai et dans toute la région, où l'indignation est générale. Le préfet du Nord et la gendarmerie se sont aussitôt rendus sur les lieux du crime. Le revolver de l’assassin n'a pas été retrouvé. Une perquisition a été faite à Waziers, au domicile de l'anarchiste.
M. Vuillemin a été reconduit en voiture à son domicile ; ses blessures sont peu graves et son état est satisfaisant.

## Protagonistes

### Clément Décout
Clément Décout est originaire de Bruille-lez-Marchiennes où il est né le 11 novembre 1867, fils de Clément Décout et de Ferdinande Ségard. Célibataire, il demeure Waziers, près de Douai, où il travaille chez Cail. Il passait dans le pays pour avoir des idées anarchistes, défilant de village en village avec le drapeau rouge.
Clément Décout est un mineur renvoyé de la Compagnie des mines d'Aniche après la grève de 1893. Il a vingt-six ans au moment des faits. Après sa mort, il est transféré à la mairie d'Auberchicourt (l'actuelle poste) puis remis à la famille. Le corps est transféré au domicile du père. Le parquet de Douai émet un ordre d'enterrement immédiat pour éviter toute manifestation. Le maire de Waziers, le garde champêtre et deux gendarmes se rendront au domicile où se tenaient le père et des femmes.
« Les femmes crièrent Clément ! Clément ! on ne t’enlèvera pas pauvre garçon on veut t'enterrer comme un chien ! ». Les gendarmes et le garde champêtre, aidés par un artilleur en congé, durent exécuter la mise en bière car l'assistance s'opposait. Clément Décout fut enterré à minuit dans une fosse préparée. Sa sœur cria « Clément tu t'es fait chasser pour les autres et tu t'es fait tuer pour les autres ! »
.

### Émile Vuillemin

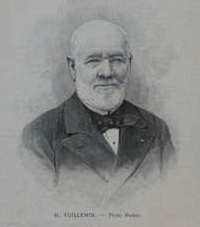
M. Émile Vuillemin, directeur de la Compagnie des mines d'Aniche.

Émile Vuillemin était officier de la Légion d'honneur, épinglée par Sadi Carnot. Il survit à l'attentat, légèrement blessé.

## Réactions
Chaque classe, avec sa vision de l'événement et son interprétation, déploie sa presse. La presse s'enflamme et de vives oppositions s’ensuivent avec des écrits tranchés.

### Patronale
« La sympathie très vive qui entourait M. Vuillemenin a dû pousser Decoux à commettre son ignoble et lâche attentat. On dira donc demain qu'il y a des bons patrons capables de se faire aimer de ses ouvriers, a dû penser Decoux. C'est un coup terrible porté à nos théories. Nous ne saurions admettre qu'il ait de bons patrons. Puisqu'en voilà un à la portée de main, je vais le supprimer ; en même temps que le plus grand nombre possible de mes camarades qui refusent de partager mes opinions ». « C'est encore la République qui doit être rendue responsable de la criminelle tentative de Decoux. Sous ce régime c'est toujours la même histoire on se sert de la gendarmerie que pour molester les honnêtes gens ».
« Voilà pourquoi l'attentat d'Aniche nous paraît grave. « Tout en réprouvant la propagande par le fait » les syndicats socialistes de Waziers déposent une couronne sur la tombe de Decoux, et certains excitateurs déclarent que « les journaux modérés finiront par rendre le criminel intéressant ». Nous n'avions pas besoin de ces preuves pour attribuer aux envieux, aux ennemis déclarés de toute organisation, la responsabilité d'un crime commis par un jeune fou qu'ils ont armé contre le chef respecté des véritables travailleurs. Sans doute ce jeune fou est devenu leur victime, mais quand et comment arrêtera-t-on les excitateurs ? Tous les Industriels, tous les Ingénieurs se le demandent ».

### Ecclésiastique
« Encore l'anarchie. Un attentat qui a eu un grand retentissement a eu lieu contre le vénéré M. Vuillemin, directeur des mines d'Aniche, à la fin de sa messe jubilaire. Un jeune socialiste lui a tiré quatre coups de revolver et lancé une bombe. Il est gravement blessé ainsi que plusieurs autres personnes ; quant à l'assassin, il a été tué par la bombe.
Ce qui accroît l'horreur de cet acte sauvage, c'est l'enthousiasme que manifestaient à ce moment même les 4 000 ouvriers réunis pour fêter un patron très considéré. Cet attentat portera un nouveau coup dans le Nord aux socialistes déjà frappés par les élections ».

### ProlétaireDanse du scalp
Jean Grave est un membre important du mouvement anarchiste français. Il crée, le 4 mai 1895, la revue Les Temps nouveaux et il s'exprime sur l'attentat d'Aniche en ces termes :
« Les « gens honnêtes et modérés » (ce sont eux qui se dénomment ainsi) viennent, à l'occasion du drame d'Aniche, de nous donner encore une fois la valeur de leur mesure morale. Les Laurent, les Lepelletier, ces reptiles prêts à toutes les besognes les plus répugnantes, étant par trop démodés, ils ont trouvé de dignes émules dans la personne des Fouquier, des Y. Guyot, dans les rédactions du Temps des Débats, et autres journaux panamistes, à la solde du gouvernement.
Mais celui auquel revient la palme de la mauvaise foi et de la goujaterie c'est encore le boudiné Hugues le Roux qui a trouvé le moyen d'expectorer sa bave dans les colonnes du Figaro du 6 août.
Pour ce complaisant et collègue des Puybaraud, des Lépine et des Bulot, Decoux n'est qu'un halluciné qui a subi les suggestions du dehors, et les vrais coupables sont : l'alcoolisme du père, et la lecture des « écrits pernicieux ! » sans préjudice des incitations personnelles.
Le père Decoux est-il un alcoolique? Decoux lisait-il les « écrits pernicieux »? M. Hugues le Roux n'en sait rien, il n'en a cure, il ne veut pas le savoir, cela gênerait sa thèse.
Le père Decoux étant un ouvrier, il ne peut être qu'un ivrogne ; Decoux voulait se venger du mal que lui ont fait les capitalistes, au lieu d'aller leur lécher les pieds, comme le fait M. Le Roux pour débiter sa prose, il ne peut avoir pris ces mauvaises dispositions que des « lectures pernicieuses », des mauvais conseils. Et les lectures pernicieuses sont celles qui disent au travailleur qu'il a droit à la satisfaction de tous ses besoins, du moment qu'il utilise sa force d'activité, qui lui rappellent qu'il est l'égal de qui que ce soit, et ne doit se courber devant personne.
Ces messieurs qui ont l'échine si souple devant les puissants, n'aiment pas que l'on parle aux individus de leur dignité; ces laquais des possédants se trouvent blessés dans leur amour propre de larbins, lorsqu'on cherche à élever le caractère des individus. De là, leurs clameurs féroces contre les anarchistes.
Chez les Peaux-Rouges, avant de tuer les prisonniers de guerre, on les attache, paraît-il, pendant plusieurs jours, au poteau de torture, les livrant à une population de vieilles sorcières édentées, qui viennent épuiser sur eux les raffinements de cruauté que leur fournit un cerveau fertile en inventions de ce genre, afin d'épuiser le courage du patient, de lui arracher un signe de faiblesse. Les journalistes-policiers jouent, dans notre société, ce rôle de chacals et se livrent à des convulsions épileptiques, rappelant la danse du scalp des Peaux-Rouges. Les prisonniers ne sont pas au poteau de torture, mais le délit « d'apologie » est si facile à trouver dans une phrase qui ne veut qu'être explicative! les invectives des sorcières n'ont qu'un but : attirer la réplique imprudente qui permettrait d'y attacher ceux qu'elles ont pour mission de provoquer.
Eh bien ! tas de vendus, nous vous le disons à la face, une bonne fois pour toutes : les lâches, les excitateurs, ceux qui se cachent pour faire marcher les autres, ils sont de votre côté, rien que de votre côté, puisque, sans savoir, sans vous donner la peine de rechercher la vérité, vous profitez du premier incident venu pour réclamer la mort et la déportation de ceux nous ne dirons pas qui ne pensent pas comme vous, ce serait vous faire l'honneur de croire que vous pensez nous serons plus près de la vérité en disant de ceux qui sont désagréables aux maîtres qui vous paient.
Certes, nous n'avons jamais eu la prétention de nous poser en prêcheurs de calme, en apôtres de la servilité, en glorificateurs de l'avachissement. Jamais nous n'avons dit aux travailleurs : « Quand votre patron vous vole, remerciez-le de ne pas tout garder ; baisez-lui les pieds lorsqu'il abuse de vos femmes et de vos filles ; prosternez-vous à ses genoux, quand il vous met sur le pavé. »
Chaque fois que nous voyons se commettre une injustice, nous essayons de faire comprendre à nos frères de misère quelles sont les institutions qui l'engendrent ; chaque fois que les conséquences inhérentes à une mauvaise organisation sociale tombent sur les miséreux, les écrasant de leur poids, nous avons mis à nu le vice qui les produisait, faisant le procès à la société qui engendrait de pareilles monstruosités.
Étant de ceux qui sont opprimés, de ceux qui sont exploités, nous avons compris que ce ne sont ni les plaintes ni les doléances qui nous amèneraient le remède à nos souffrances ; nous avons expérimenté que les palliatifs ne changeaient rien à notre situation ; et l'arrogance de nos maîtres nous a démontré qu'ils ne renonceront, de bonne volonté, à aucun de leurs privilèges. Nous avons acquis l'intime conviction que tant que nous quémanderions, on nous traiterait comme des mendiants, et que nous n'acquerrions que les libertés que nous saurions prendre. C'est cette conviction que nous avons essayé de propager autour de nous. Et puis, après ?
Si les travailleurs avaient à manger à leur suffisance, s'ils étaient satisfaits de leur sort, si la vie leur était douce, à qui ferez-vous croire qu'il suffirait de « prédications fausses » pour leur persuader le contraire ? Les « déclamations creuses » suffiraient-elles à engendrer le mécontentement, s'il n'était produit, à grands flots, par les injustices de votre mauvaise organisation sociale ?
Le mal existe, nous le constatons bien haut, nous en désignons la source, voilà notre crime, voilà pourquoi vous voudriez étouffer notre voix. Tas d'imbéciles, le mal n'existerait-il pas quand même, alors que vous arriveriez à étouffer les plaintes !
« Il y a, dites-vous, des esprits faibles, se laissant prendre à nos sophismes, et se mettant à exécuter ce que les déclamateurs n'osent pas accomplir eux-mêmes ! »
C'est encore un mensonge, vous le savez bien, car de tous les attentats anarchistes, nettement caractérisés, dont vous avez pu étudier les auteurs puisque vous les avez exécutés, tous, vous avez été forcés de le reconnaître, étaient doués d'une volonté implacable, d'une énergie peu commune, d'une intelligence d'élite, toutes choses qui ne cadrent pas avec les indices d'esprits faibles et suggestionnables.
Ayez donc la pudeur d'avouer qu'il y a autre chose que la prédication de « théories malsaines » pour affoler les individus, que le mal vient de plus loin, et que vous ne voulez pas le guérir parce qu'il vous engraisse.
La société, dites-vous, a été établie pour assurer à chacun le produit de son travail, lui garantir l'exercice de sa liberté, le protéger contre les violences des forts, et, tous les jours, des individus cherchent du travail, n'en trouvent pas, et crèvent de misère et de privations, à moins qu'ils n'y coupent court par Je suicide. A toute heure elle insulte à la détresse des miséreux, en leur montrant les jouissances de ceux qui ne travaillent pas, en étalant à leurs yeux le luxe de ses magasins et l'accumulation des produits qui s'y stérilisent. Votre société a fait faillite à ses promesses, c'est elle qui engendre la révolte, en faisant crever les uns de faim pendant que les autres crèvent de pléthore. Ne' vous en prenez qu'à vous-mêmes des représailles que vous provoquez. Il n y a qu'un moyen d'endiguer la révolte, c'est d'accorder aux déshérités ce qu'ils demandent, ce que vous leur avez promis, avec l'intention de ne jamais le réaliser »
.

### Internationale
« Le 7 septembre 1895, une lettre explosive vient d'être adressée à Rothschild et a blessé un de ses employés. Tout le monde ignore la provenance de cette lettre ; est-ce une vengeance personnelle ? Faut-il y voir un attentat contre le capital que personnifie jusqu'à un certain point ce grand écumeur ? Nul ne sait, pas même la police qui fouine en tous coins et se livre à une enquête acharnée ; n'importe, dès que la nouvelle s'est répandue, la bande reptilienne dont le trop connu E. Lepelletier, qui croit nécessaire de prendre la défense de cette sainte-nitouche de police, soupçonnée par notre confrère l'Intransigeant, a été agitée, comme toujours en pareil cas, de ces convulsions épileptiformes que Jean Grave comparait, l'autre jour, d'une façon peu flatteuse pour les sauvages, à la danse du scalp.
C'est une affaire entendue, maintenant, il ne peut y avoir un chien écrasé en plus du nombre habituellement fourni par les statistiques sans que la faute en soit rejetée sur le dos des anarchistes.
Dernièrement, un de ces intéressants écrivaillons, plus perspicace que ses acolytes, établissait une « coïncidence étrange » entre l'attentat d'Aniche et la conférence faite à Londres par Élisée Reclus.
On va, cette fois-ci, faire un rapprochement entre les conférences de Faure et la lettre au fulminate. L'anarchie est la tête de Turc à la mode, comme autrefois l'Internationale »

## Numismatique
Il existe une médaille commémorative du jubilé : Émile Vuillemin, Ingénieur Directeur, 50 années de services. Médaille 1895. Buste à gauche. Par Daniel-Dupuis. (Florange, no 244 – Müseler, no 18/95). Bronze. 50 mm. Corne.